# Municipio de San Bernardo
El municipio de San Bernardo es un municipio del estado de Durango, México. La sede municipal se encuentra en el pueblo de San Bernardo. Tiene un área de 2078 km². En 2020 la población total del municipio era de 2837 habitantes. El municipio tiene 109 localidades, ninguna de las cuales sobrepasa los 1000 habitantes.

## Demografía

### Localidades
En el censo de 2020 el municipio de San Bernardo contaba con 58 localidades.
| Código INEGI      | Localidad         | Población (2020) |
| ----------------- | ----------------- | ---------------- |
| 100250001         | San Bernardo      | 677              |
| Otras localidades | Otras localidades | 2 160            |
| Total municipal   | Total municipal   | 2 837            |